# Coaticook (municipalité régionale de comté)
Pour les articles homonymes, voir Coaticook.
Coaticook est une municipalité régionale de comté de la province de Québec, dans la région administrative de l'Estrie, créée le 1er janvier 1982. Son chef-lieu est Coaticook. Elle est composée de 12 municipalités: 2 villes et de 10 municipalités.
En 2018, la MRC s’est dotée d’une planification stratégique afin d’atteindre, trois (3) grands objectifs, soit celui de clarifier et d’assumer pleinement la mission (raison d’être) de la MRC; de se donner une vision claire et commune qui permettra de mobiliser l’équipe et les partenaires dans une même direction et autour d’objectifs partagés; et d’identifier des moyens clairs et ambitieux qui permettront véritablement de mobiliser les partenaires et l’équipe pour sa mise en œuvre. Voici donc la mission et la vision qui caractérisent la MRC de Coaticook.
Mission : soutenir activement les municipalités et concevoir, mettre en œuvre et encourager des projets visant l’amélioration de la qualité de vie et le rayonnement de la région grâce à des services de qualité accessibles dans une perspective de développement durable, selon les priorités municipales.
Vision : la MRC de Coaticook sera reconnue pour son expertise multidisciplinaire et comme partenaire incontournable dans le développement de sa région. Elle favorisera des initiatives novatrices et structurantes en lien avec l’occupation dynamique du territoire et l’amélioration de la qualité de vie. À l’écoute des besoins de la collectivité, elle assurera un leadership, en collaboration avec les acteurs du milieu, pour favoriser le rayonnement régional et l’attractivité du territoire.

## Géographie

### Entités territoriales
La MRC est constituée de douze municipalités locales.
| Nom                       | Statut                 | Population 2021 | Superficie (km2) | Densité (h/km2) | Ref. |
| ------------------------- | ---------------------- | --------------- | ---------------- | --------------- | ---- |
| Barnston-Ouest            | Municipalité           | 546             | 100,1            | 5,45            |      |
| Coaticook                 | Ville                  | 8 867           | 223,6            | 39,66           |      |
| Compton                   | Municipalité           | 3 270           | 208,3            | 15,7            |      |
| Dixville                  | Municipalité           | 732             | 77,4             | 9,46            |      |
| East Hereford             | Municipalité           | 282             | 73,3             | 3,85            |      |
| Martinville               | Municipalité           | 441             | 48,4             | 9,11            |      |
| Saint-Herménégilde        | Municipalité           | 690             | 168,8            | 4,09            |      |
| Saint-Malo                | Municipalité           | 514             | 131,93           | 3,9             |      |
| Saint-Venant-de-Paquette  | Municipalité           | 69              | 58,6             | 1,18            |      |
| Sainte-Edwidge-de-Clifton | Municipalité de canton | 546             | 102,2            | 5,34            |      |
| Stanstead-Est             | Municipalité           | 642             | 116,1            | 5,53            |      |
| Waterville                | Ville                  | 2 307           | 44,8             | 51,5            |      |
| Total                     | Total                  | 18 906          | 1 354,7          | 13,96           |      |

## Démographie
| 1986   | 1991   | 1996   | 2001   | 2006   | 2011   | 2016   | 2021   |
| ------ | ------ | ------ | ------ | ------ | ------ | ------ | ------ |
| 15 276 | 15 758 | 15 919 | 18 419 | 18 467 | 18 847 | 18 497 | 18 906 |